# Autrey-lès-Cerre
Autrey-lès-Cerre é uma comuna francesa na região administrativa de Borgonha-Franco-Condado, no departamento de Alto Sona. Estende-se por uma área de 5,48 km². Em 2010 a comuna tinha 239 habitantes (densidade: 43,6 hab./km²).